# Jim Delaney
Francis James „Jim” Delaney (ur. 1 marca 1921 w Butte, w stanie Montana, zm. 2 kwietnia 2012 w Santa Rosa, w Kalifornii) – amerykański lekkoatleta, specjalista pchnięcia kulą, wicemistrz olimpijski z 1948.
Na igrzyskach olimpijskich w 1948 w Londynie Delaney zdobył srebrny medal w pchnięciu kulą, za swym rodakiem Wilburem Thompsonem, a przed innym Amerykaninem Jimem Fuchsem.
W 1947 i 1948 był mistrzem Stanów Zjednoczonych (AAU).
Jego rekord życiowy wynosił 16,81 m i pochodził z 1948.
W czasie II wojny światowej służył w United States Navy w działaniach na Pacyfiku.